# Kees Jonker
 Cornelis Wilhelm (Kees) Jonker (Amsterdam, 29 maart 1909 - Steinach am Brenner, 28 februari 1987) was een Nederlands zeiler. Tweemaal nam hij deel aan de Olympische Spelen, maar won bij die gelegenheid geen medaille. 
Op de Olympische Spelen van 1936 in Berlijn maakte hij zijn olympisch debuut bij het zeilen. Met het schip "DeRuyter" behaalde de Nederlandse ploeg 42 punten in de zes meter klasse en eindigde hiermee op achtste plaats overall. Twaalf jaar later was hij opnieuw van de partij op de Olympische Spelen van 1948 in Londen. Ditmaal nam hij deel aan de 	drakenklasse en werd hierbij wederom achtste.

## Palmares

### zeilen (zes meter klasse)
- 1936: 8e OS - 42 punten

### zeilen (drakenklasse)
- 1948: 8e OS - 2508 punten

Joop Carp (stuurman) · 
Ansco Dokkum · 
Kees Jonker · 
Herman Looman · 
Ernst Moltzer
Biem Dudok van Heel · 
Wim van Duyl · 
Kees Jonker